# Speenhamland-Gesetzgebung
Das Speenhamland-System war eine Art Sozialrecht in England in den Jahren zwischen 1795 und 1834. Das Speenhamland-System bestand in einer festgelegten Höhe der Armenunterstützung, welches entweder in voller Höhe an Bedürftige oder den Arbeitslohn ergänzend (vgl. Kombilohn) an Arbeiter mit entsprechend zu geringem Lohn gezahlt wurde. Der „Brot- und Kindertarif“ war nie Gesetz, wurde aber fast überall übernommen.

## Historischer Ausgangspunkt

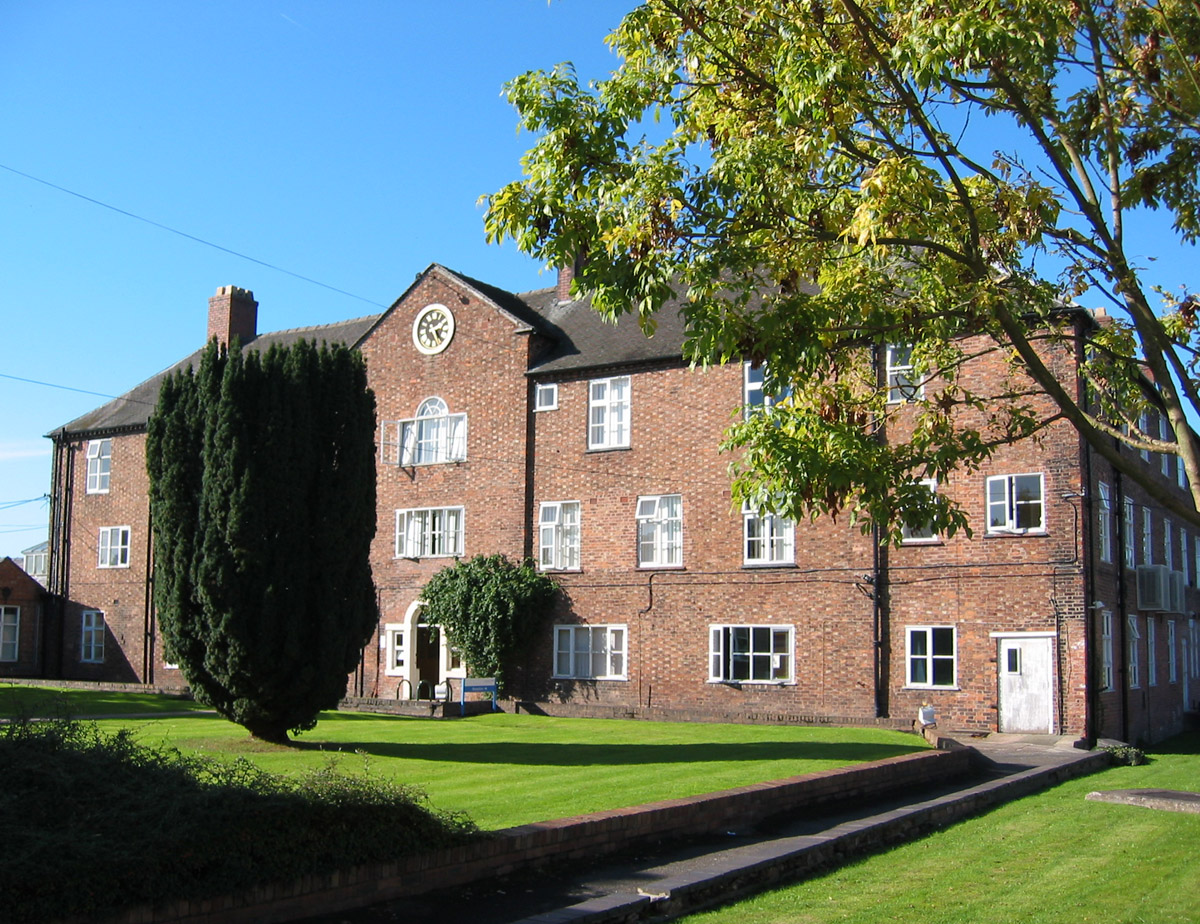
Ehemaliges Arbeitshaus in Cheshire, England, erbaut 1780

Seit 1601 gab es in England ein Armenrecht basierend auf der Unterscheidung zwischen unverschuldet Bedürftigen, die in Armenhäusern untergebracht wurden, unverschuldet Arbeitslosen, für die es Arbeitshäuser gab, und „Bettlern“ bzw. „Landstreichern“, für die die Besserungsanstalt oder gar Gefängnis vorgesehen war. Da diese geschlossenen Einrichtungen der jeweiligen Kommune („Parish“) kostspielig insbesondere in der Errichtung sein konnten, gab es daneben auch eine Armenunterstützung in Form von Geld, Nahrung, Kleidung oder Brennmaterial, die auch außerhalb dieser Einrichtungen lebenden Armen zugewandt werden konnten.
Mit dem Poor Relief Act von 1662, auch bekannt als „Settlement Act“ („Gesetz über die Niederlassungsfreiheit“), wurde die Freizügigkeit der Bevölkerung insoweit eingeschränkt, als für diese Hilfen nach Armenrecht ausschließlich die Heimatkommune zuständig war, die auch die Kosten der Rückführung eines andernorts hilfebedürftig gewordenen Armen zu tragen hatte.
Die erforderlichen Beiträge zur Armenkasse wurden zunächst als lokale Einkommensteuer erhoben, später jedoch zunehmend als Abgabe auf Grundbesitz, die jedoch nicht nur von Gutsbesitzern, sondern z. B. auch von Pächtern zu zahlen war.

## Speenhamland: Funktionsweise und Inhalt
Das Speenhamland-System ist benannt nach dem Ort eines Treffens lokaler Friedensrichter in Speenhamland, Newbury (Berkshire), die sich vor Ort in einem Gasthaus für durchreisende Beamte, Politiker und Militärs, dem Pelican Inn, zusammen fanden.
Friedensrichter waren seinerzeit als lokale untere Verwaltungsinstanz in Streitfällen für die Entscheidung über die Gewährung von Armenunterstützung durch eine Kommune, wie auch für die zwangsweise Beitreibung der örtlich festgelegten Beiträge zur Armenkasse und die Überwachung der Buchführung derselben zuständig.
Anlässlich des oben genannten Treffens am 6. Mai des Jahres 1795 wurde festgelegt, dass die Armenunterstützung an die Entwicklung des Brotpreises angepasst und zudem von der Anzahl der zu unterstützenden Personen im Haushalt abhängig sein sollte. Ein „arbeitsamer Mann“ sollte wöchentlich den Gegenwert des Preises für drei Laib Brot (a 8 lb. 11 oz., also je etwa 4 kg) und zusätzlich den Gegenwert des Preises für einen weiteren Laib Brot für jeden weiteren Familienangehörigen erhalten. Ein verheirateter Mann mit zwei Kindern sollte also (bei einem Preis für einen Laib Brot von 1 Shilling 3 Pence) für sich selbst 3 Shilling 9 Pence erhalten, sowie für Frau und Kinder je zusätzlich 1 Shilling 3 Pence, insgesamt also ca. 9 Shilling erhalten.
Das Speenhamland-System bestand also in einer Standardisierung der Armenunterstützung (für außerhalb geschlossener Einrichtungen lebende Arme) in eine in Geld zu leistende und der (Brot-)Preisentwicklung flexibel angepasste Hilfe. Das dürfte die Prüfung der Bedürftigkeit als solche erleichtert haben; Sachleistungen wurden damit entbehrlicher und die Zuzahlung zum Lohn vereinfacht.

## Wirtschaftlicher Hintergrund

### Industrialisierung

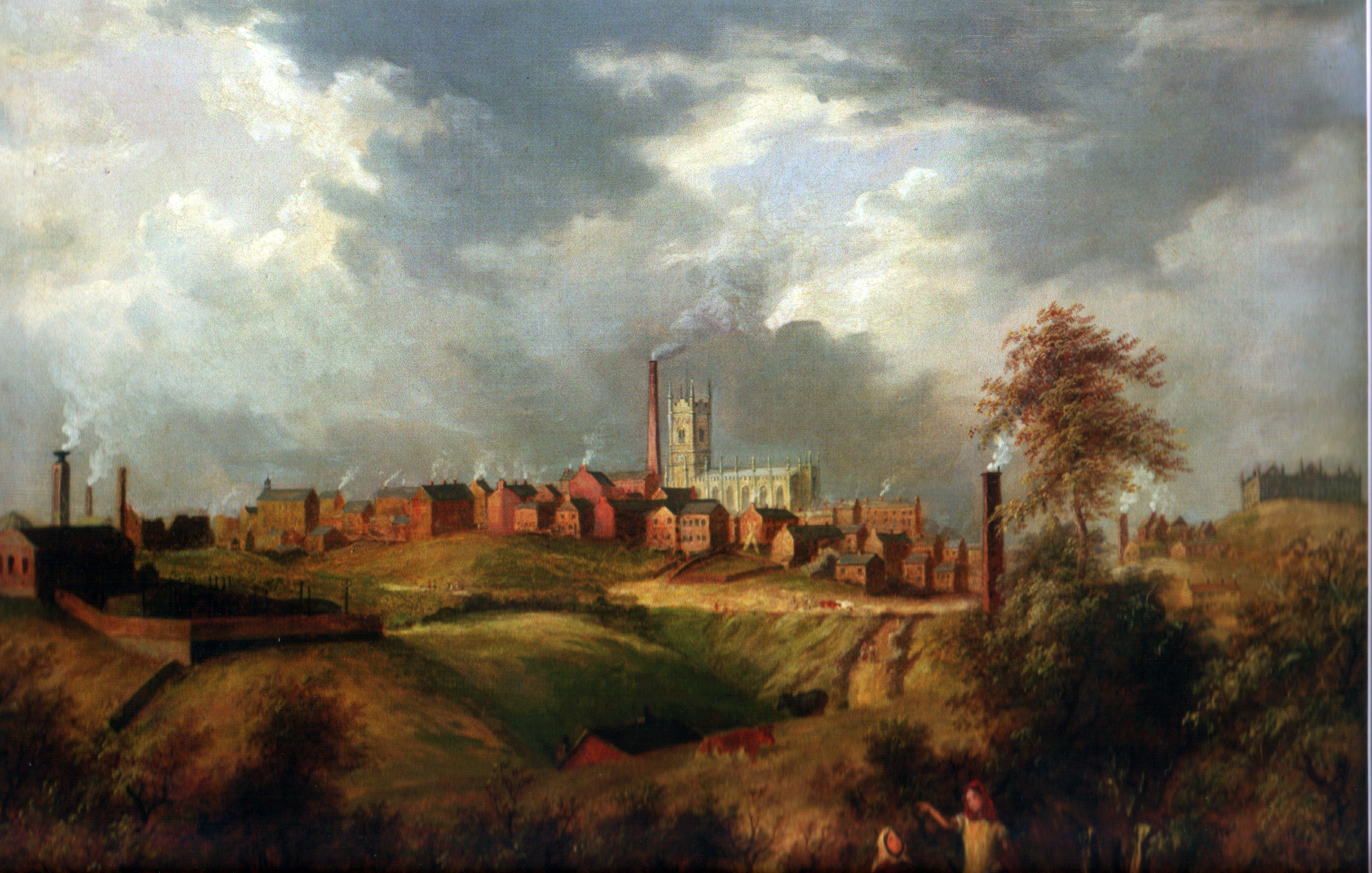
Oldham from Glodwick by James Howe Carse (1831)

Die beginnende Industrialisierung in England stützte sich anfänglich auf nur einen Produktionszweig, nämlich auf die Produktion von Tuchen. Auch hier war der Grad echter Mechanisierung vergleichsweise gering. Beginnend mit der Erfindung der Spinning Jenny im Jahre 1764 konnte das Spinnen des Garns bedeutend rationalisiert werden, der nachfolgende Prozess des Tuchwebens auf dem Webstuhl war jedoch nach wie vor Handarbeit, die entweder in Heimarbeit oder später in Manufakturen organisiert war. Diese schmale Basis der Industrialisierung wurde zum Problem, nachdem auf dem Kontinent wachsende Konkurrenz entstand, in dem aus England nur mehr das Garn importiert, dieses dann aber vor Ort konkurrenzfähig zu Tuch weiterverarbeitet wurde. Auch brachen durch die Koalitionskriege gegen Frankreich und hier insbesondere die Kontinentalsperre Absatzmärkte ein. Dadurch wurde erheblicher Druck auf die Löhne der Arbeiterschaft ausgeübt.
Durch den am Ende des 18. Jahrhunderts im Wesentlichen abgeschlossenen Prozess der Einhegung von Land für die Weidewirtschaft und die Herabdrückung der Landbevölkerung zu Tagelöhnern oder Kleinstbauern bestand für diese auch keine Möglichkeit mehr, Lohnverluste zu kompensieren und/oder ihre Subsistenz anderweitig zu sichern.

### Agrarkrise
Zugleich war noch immer ein übergroßer Teil der Bevölkerung in der Landwirtschaft beschäftigt, deren Produktivität noch vergleichsweise gering war. Der Ausfall von Nahrungsmittelimporten und/oder eine Missernte im Inland konnte deshalb schnell steigende Preise für Nahrungsmittel nach sich ziehen.

### Landflucht
Die Herabdrückung von Bauern zu Kleinstbauern oder landlosen Tagelöhnern und die – wenngleich vielleicht geringen – Aussichten auf Arbeit in den sich entwickelnden Regionen der frühen Industrialisierung begünstigten die Landflucht.
Ferner kam hinzu, dass die beginnende Rationalisierung der Produktion durch Arbeitsteilung, wie sie zum Beispiel Adam Smith im ersten Kapitel seines bekannten Hauptwerkes „Der Wohlstand der Nationen“ propagierte, die Möglichkeit der Heimarbeit begrenzte und die Nähe des Arbeiters zum Betriebsstandort erforderte.
Das Zusammentreffen dieser unterschiedlichen Entwicklungen einer klassischen Agrarkrise aus Überbevölkerung und Missernte mit ersten vor-industriellen Rezessionen führte dann zu der unter dem Begriff Pauperismus bekannten massenhaften Armut in der Bevölkerung. Dies überforderte teilweise die Kapazität der bestehenden geschlossenen Einrichtungen, etwa der Arbeitshäuser, und begünstigte die Vereinheitlichung der Armenunterstützung für die außerhalb dieser Einrichtungen lebenden Armen. Darauf reagierte das Speenhamland-System mit der Vereinheitlichung der Sätze für die Armenunterstützung und deren Kopplung an den Brotpreis. Zugleich sollte dies der Tendenz der Landflucht entgegenwirken, da die Armenunterstützung nach wie vor nur von der Heimatgemeinde zu leisten war.

## Wirkung und Kritik

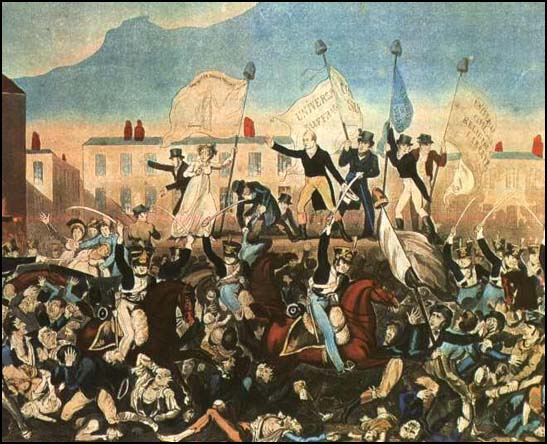
Peterloo-Massaker am 16. August 1819 anlässlich eines Protestes gegen die Corn Laws

### Soziale Konflikte
Das Speenhamland-System war eine Lohnsubvention im Rahmen des bestehenden Old Poor Law (1601–1834) (siehe oben: Historischer Ausgangspunkt). Das Brotgeld befriedete soziale Konflikte nicht, sondern dämpfte die Unzufriedenheit dort, wo es gewährt wurde. Ein Gesetzesvorschlag William Pitt des Jüngeren von 1796, das Speenhamland-System national verbindlich zu machen, scheiterte. Bei den Begünstigten im Süden und mittleren England war es populär, wurde aber von dem aufstrebenden Industriebürgertum heftig kritisiert. Entgegen seinem Negativbild stabilisierte das Speenhamland-System soziale und wirtschaftliche Strukturen, ohne die Arbeitsanreize oder den Widerstand gegen das alte System nachhaltig zu schwächen.

### Zeitgenössische Kritik

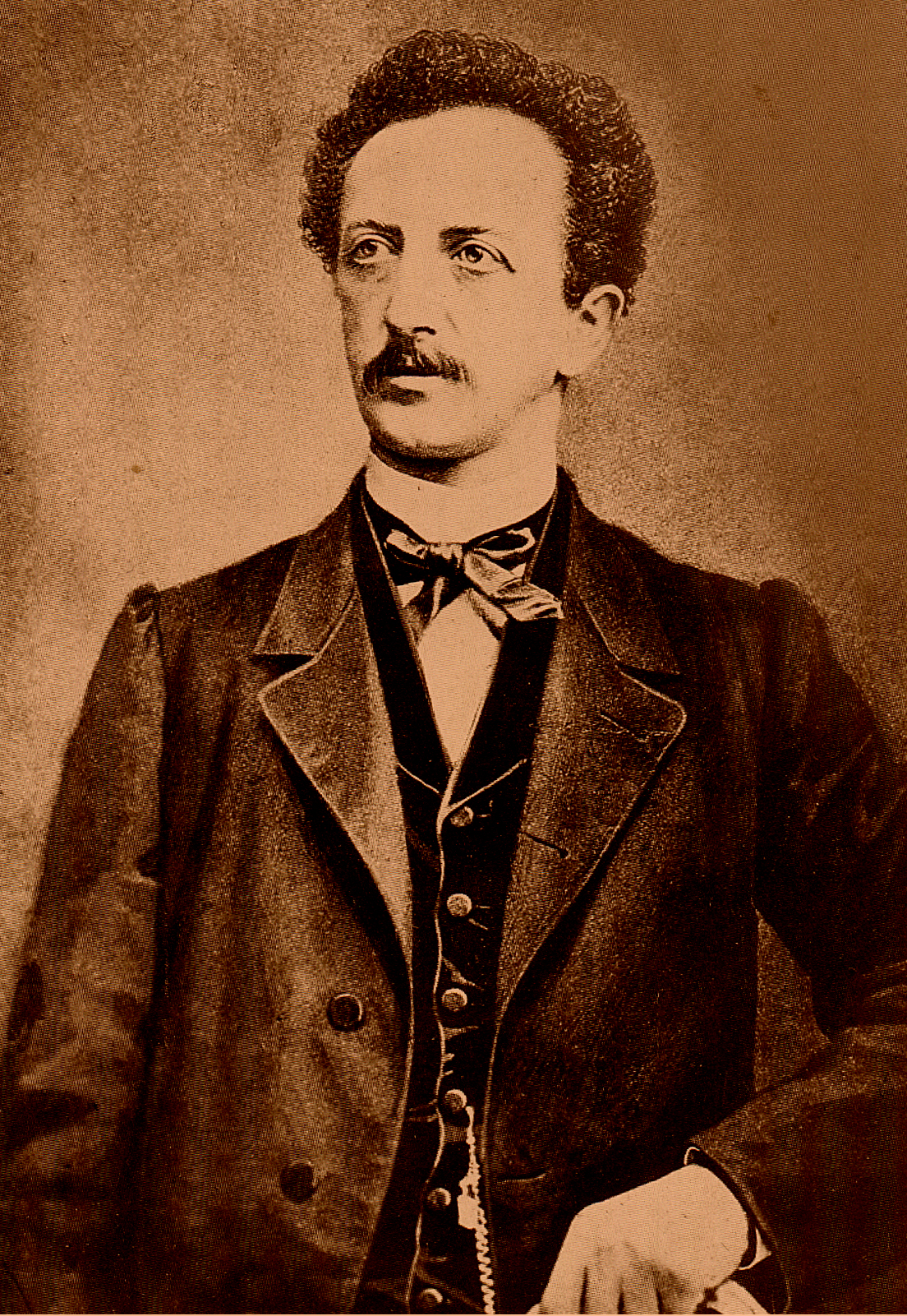
Ferdinand Lassalle (1860), Gründervater der SPD

Die zeitgenössische Kritik am Speendhamland System war häufig zugleich eine solche, die sich am überkommenen „Old Poor Law“ des Elisabethanischen Rechts seit 1601 entzündete. Einflussreich war hier etwa das Werk von Sir Frederick Eden „State of the Poor“ von 1797, der dem Armenrecht folgende Versicherung bescheinigte:

„A man ‘may have been indolent, improvident, prodigal, or vicious [but] he shall never suffer want’.“

Zeitgenössische und einflussreiche Kritik kam zudem von Thomas Robert Malthus (“An Essay on the Principle of Population” – dt. „Das Bevölkerungsgesetz“ von 1798) und – anders argumentierend, aber mit ähnlichen Folgerungen – von David Ricardo. In dessen Nachfolge argumentierte etwa Ferdinand Lassalle im Sinne eines Ehernen Lohngesetzes, wonach generell mit wachsender Bevölkerung (Arbeitskräfteangebot) das Lohnniveau bis zum Existenzminimum absinke und umgekehrt erst mit abnehmender Bevölkerung das Lohnniveau darüber hinaus steige. Das wirft natürlich die Frage der Möglichkeit und Sinnhaftigkeit sozialpolitischer Maßnahmen auf. Zu den zeitgenössischen Kritikern des überkommenen Armenrechts zählte ferner – in der Nachfolge des Utilitarismus von Jeremy Bentham und des Grundsatzes „des größtmöglichen Glücks der größtmöglichen Zahl“ – Edwin Chadwick. Bemängelt wurde hier, dass die Armenunterstützung – ohne den Armen wirklich zu helfen – nur die Reichen belaste. Nicht untypisch war ferner die Kritik, dass die Armenunterstützung ihren „beschämenden“ und „erniedrigenden“ Charakter verloren habe.

### Kritik von Karl Polanyi
Karl Polanyi beschreibt in seinem Werk The Great Transformation den (utopischen) Versuch, ein sich selbst regulierendes Marktsystem außerhalb und frei von gesellschaftlichen Bindungen im Übrigen zu schaffen. Bestandteil dieser Entwicklung sei es, die „Arbeit“ in eine handelbare Ware (engl. „Commodity“) zu verwandeln. In diesem Zusammenhang analysiert Polanyi die widersprüchlichen Regelungen und Wirkungen des Speenhamland-Systems.
Mit dem Speenhamland-System verband sich die Erwartung einer Erhöhung der Löhne über die Sätze des Existenzminimums hinaus. Das Gegenteil scheint eingetreten zu sein, da es für Arbeitgeber lohnend war, angestellte Lohnarbeiter zu entlassen und an deren Stelle aus der kommunalen Kasse bezahlte Arme zu beschäftigen. Insoweit wirkte das Speenhamland-System sogar lohndämpfend und die Armut fördernd. Zugleich hatte dies negative Effekte auf die Arbeitsproduktivität.
Da Besitzende allgemein beitragspflichtig zur Armenkasse waren (s. o. Historischer Ausgangspunkt), kam es faktisch zur Quersubvention aus der Armenkasse zu Gunsten derjenigen Arbeitgeber, die viele Arme beschäftigten (z. B. größere Landbesitzer) durch diejenigen Arbeitgeber, die beitragspflichtig waren, aber nur wenige Beschäftigte hatten (z. B. selbständige Kleinhandwerker). Es ist nicht ausgeschlossen, dass durch die fälligen Beiträge zur Armenkasse kleine Unternehmer selbst in Not geraten sind.
Das Speenhamland-System immobilisierte die arbeitslose Landbevölkerung, da diese zum Erhalt der Unterstützung in ihrer jeweiligen Heimatkommune leben mussten. Dadurch wurde die Entwicklung eines nationalen Arbeitsmarktes beeinträchtigt. Indessen gab es Wanderungsbewegung in die Kommunen mit funktionierender Armenunterstützung.

## Abschaffung und „Neues Armenrecht“ 1834

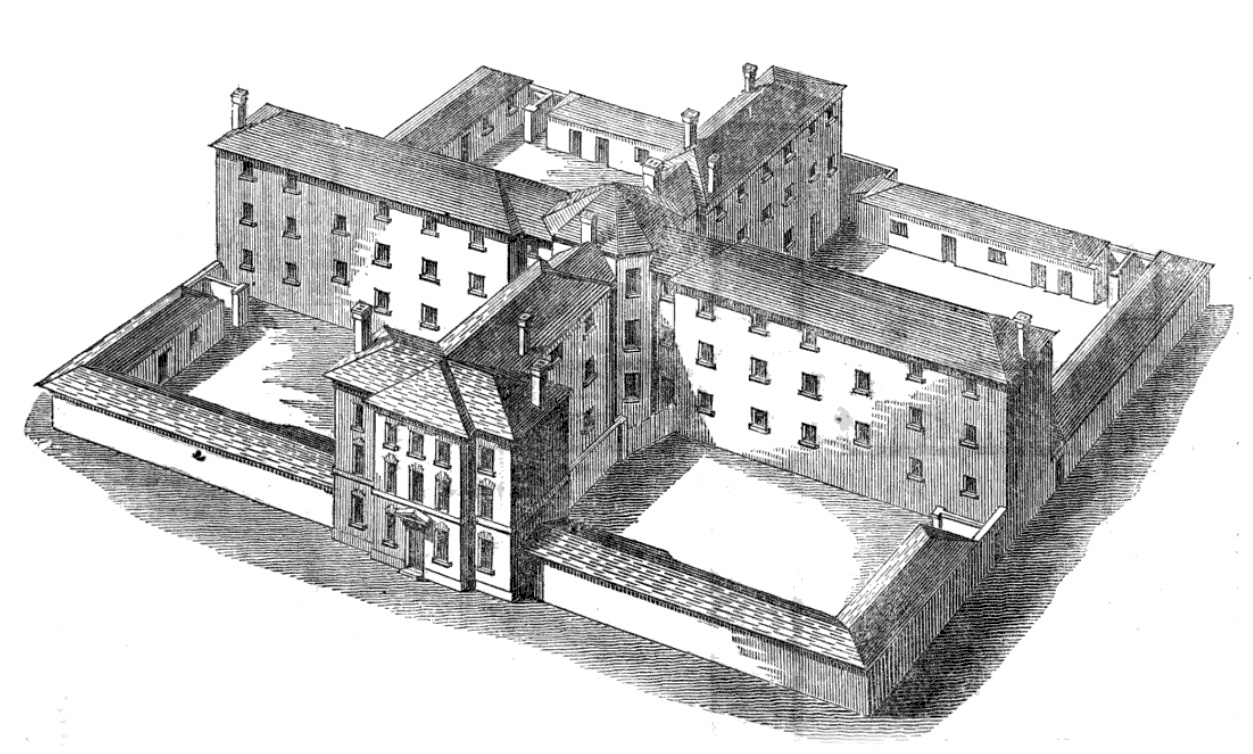
Entwurfsmodell für neue Arbeitshäuser von 1835

Der „Poor Law Amendment Act“ („Neues Armenrecht“) ersetzte 1834 das Old Poor Law und damit die Speenhamland-Lohnbeihilfe durch ein System von Arbeitshäusern. Kern des neuen Gesetzes war die Abschaffung jeglicher Armenfürsorge für arbeitsfähige Arme, die außerhalb geschlossener Einrichtungen lebten („outdoor-relief“). Öffentliche Unterstützung gab es nur noch als „indoor-relief“. Damit nicht jede der 15.000 Kommunen ein Arbeitshaus errichten mussten, wurden diese zu Verwaltungseinheiten für die Anwendung des Armenrechts zusammengeschlossen (etwa wie ein Zweckverband). Die Kosten hierfür trugen die Kommunen in Abhängigkeit von ihren eigenen vorherigen Ausgaben für die Armenunterstützung.
Seinerzeit wurde das Speenhamland-System als desaströs endender Präzedenzfall angesehen. Neuere Forschung begannen in den 1960er-Jahren und kamen aufgrund von besseren Methoden zu anderen Ergebnissen. Pionierarbeiten leisteten der niederländisch-britische Ökonom Mark Blaug (1927–2011) und der US-amerikanische Historiker Daniel A. Baugh (* 1931). Die alte Interpretation stellte sich als falsch, lückenhaft und irreführend heraus.